# Edmund Gettier
Edmund Gettier, ameriški analitični filozof, * 31. oktober 1927, Baltimore, Maryland, Združene države Amerike, † 23. marec 2021.
Najbolj je znan po svojem članku, ki ga je napisal leta 1963, z naslovom Je védenje upravičeno resnično prepričanje?(Is Justified True Belief Knowledg). S tem člankom pa je nastal tudi slavni Gettierjev problem, ki je še danes aktualen v epistemologiji.

## Življenje
Edmund Gettier je bil rojen 31. oktobra 1927 v mestu Baltimore v zvezni državi Maryland, ZDA. Izobraževal se je na zasebni univerzi Cornell, kjer sta poučevala analitična filozofa Max Black in  Norman Malcolm, oba pod močnim vplivom filozofije Ludwiga Wittgensteina. Prvič je učil na Univerzi Wayne State v Detroitu v Michiganu, kjer so njegovi kolegi bili Keith Lehrer, R. C. Sleigh in Alvin Plantinga. Ker je bil preskromen z objavami, so ga njegovi kolegi pozvali, naj objavi vse ideje, ki jih je imel. Zato je objavil članek s skromnimi tremi stranmi, ki ostaja eden najslavnejših v nedavni filozofski zgodovini. Po anekdotičnih pripombah, ki jih je Plantinga dal na predavanjih, Gettier ni bil navdušen nad svojim člankom. Ta je bil sprva preveden v španščino in prvič objavljen v reviji Južnoameriške zveze. Pozneje je bil objavljen v Analizi (Analysis]], mednarodnemu glasilu analitičnih filozofov. Objava je spodbudila burne filozofske razprave na novo nastali tako imenovan Gettierjev problem. 
Gettier od takrat ni objavil ničesar, vendar je izumil nove metode za iskanje in ponazoritev nasprotnih modelov v modalni logiki ter poenostavljen pomen za različne modalne logike in jih poučeval svojim učencem. V svojem članku Gettier izpodbija definicijo upravičenega pravega prepričanja védenja/znanja, ki sega vse nazaj v Platonov Teajtet - enega Platonovih dialogov o naravi spoznanja. To mnenje je v tistem času sprejela večina filozofov, najpomembnejši epistemolog Clarence Irving Lewis in njegov učenec Roderick Chisholm.
Je častni profesor Univerze Massachusetts Amherst.

## Gettierjev problem
Na področju epistemologije je prepoznavni filozofski problem v zvezi z našim razumevanjem opisnega znanja. Ta kratek članek je šokiral takratni filozofski svet, saj je nekdo prvič po 2000 letih našel pomanjkljivost v teoriji epistemologije, veji filozofije, ki se osredotoča na teorijo o naravi znanja. Delo je bilo kratko in jedrnato, svoje argumente pa je predstavil na enostaven in direkten način. V članku Gettier daje nasprotujoče si primere, s katerimi  izpodbija dolgoročno prepričanje, da je utemeljeno pravno prepričanje znanje, védenje (prepričanje JTB – justification, truth, belief - upravičeno resnično prepričanje). Ta meni, da je znanje enakovredno upravičenim resničnim prepričanjem; če so izpolnjeni vsi trije pogoji (utemeljitev, resnica in prepričanje) dane trditve, potem se zavedamo te trditve. V svojem članku na treh straneh Gettier poskuša z dvema nasprotnima primeroma ponazoriti, da obstajajo primeri, ko lahko posamezniki utemeljeno, resnično verjamejo v trditev, vendar je še vedno ne poznajo, ker se razlogi za prepričanje, medtem ko so upravičeni, izkažejo za napačne, oziroma posrečeno ugibanje. Tako Gettier trdi, da je pokazal, da je prepričanje JTB neustrezno - da ne upošteva vseh potrebnih in zadostnih pogojev za znanje.
Izraz "Gettier problem", "Gettier primer" ali celo pridevnik "Gettiered" se včasih uporablja za opis vseh primerov na področju epistemologije, ki naj bi zavrnili prepričanje, da je utemeljeno pravno prepričanje znanje.
Članek je sprožil ogromno raziskav in razprav na področju filozofije, v določenih primerih tudi do danes. Veliko znanstvenikov in filozofov je Gettierjev članek spodbudil oziroma navdihnil do te mere, da so nekateri prišli na dan z različnimi protiargumenti, ki prav tako izpodbijajo JTB. Spet drugi so razpravljali, ali ima Gettier prav. Gettierjev problem se je celo znašel v socioloških eksperimentih, kjer so bili preučeni intuitivni odgovori ljudi z različnih demografskih podatkov v Gettierjevih primerih. 
Danes se večina znanstvenikov in filozofov strinja z Gettierjem. 